# محمد مكي بن عزوز
محمد المكي بن مصطفى بن محمد بن عزوز الحسني الإدريسي المالكي (1270 ـ 1334 هـ) عالم تونسي جزائري الأصل، كان قاضياً وفقيهاً، وباحثاً. هاجر أبوه من الجزائر لاجئا إلى تونس هربا من وحشية الاحتلال الفرنسي. ولد في مدينة نفطة بأرض الجريد في الجنوب التونسي بتاريخ 15 رمضان 1270 هـ، وتعلم بتونس، وولي الإفتاء بنفطة سنة 1297 هـ ثم قضاءها. عاد إلى تونس سنة 1309 هـ، وفي سنة 1313 هـ رحل إلى الآستانة إسطنبول، فتولى بها تدريس الحديث في دار الفنون ومدرسة الواعظين، واستمر إلى أن توفي بها. وهو خال الشيخ محمد الخضر حسين والشيخ زين العابدين التونسي.

## نشأته وطلبه للعلم
نشأ ابن عزوز في بيئة علمية، وتولى والده تربيته وتوجيهه، وتعلم في زاوية والده الشهيرة التي تعرف حتى اليوم باسم (زاوية سيدي مصطفى)، وحفظ القرآن في تلك الزاوية وهو في سن الحادية عشرة من عمره، واعتنى بحفظ المتون، واجتهد في مزاولة العلوم.

## شيوخه وقراءاته في نفطة
قرأ على الشيخ قاسم الخيراني «شرح الشيخ خالد الأزهري على الآجرومية» و«شرح ميارة على ابن عاشر» في الفقه، وقرأ «الرحبية» و«الدرة البيضاء» في علم الفرائض، و«مبادئ علم الفلك» على ابن عمه الشيخ محمد بن عبد الرحمن التارزي، وقرأ «ألفية ابن مالك» بشروحها، و«مختصر خليل» بشروحه علي الشيخ النوري بن أبي القاسم الزيدي النفطي، وقرأ «الترمذي» على عمه الشيخ محمد المدني بن عزوز.

## شيوخه في جامع الزيتونة
التحق بالمعهد الزيتوني وهو في الثانية والعشرين من عمره، سنه 1292 هـ فلقي علماء، لازم كثيرهم منهم: النحرير سيدي عمر بن الشيخ (ت 1329 هـ) المفتي المالكي إذ ذاك بحاضرة تونس، وقرأ عليه المحلى على جمع الجوامع في الأصول، والموطأ ومختصر السعد وغيرها من فنون أخرى. لازم شيخ المشايخ بها سيدي محمد النجار المفتي المالكي (ت 1331 هـ) أيضا بالعاصمة، ومن جملة ما قرأ عليه مقامات الحريري بالشريشي الكبير، ولازم أيضا الشيخ سالم بوحاجب المفتي المالكي، وقرأ عليه المغني والسيوطي والسيد في وضع الغة بشرح سعد الدين التفتزاني، وأخذ القراأت السبع رواية ودراية على شيخه محمد البشير التواتي (ت 1311 هـ).

## كتبه
- رسالة في أصول الحديث
- السيف الرباني
- مغانم السعادة في فضل الإفادة على العبادة
- نظم الجغرافية التي لا تتحول بمغالبة الدول
- تعديل الحركة في عمران المملكة
- عمدة الإثبات في رجال -الحديث
- إرشاد الحيران في خلاف القالون لعثمان في القراءةـ الجوهر المرتب في العمل بالربع المجيب
- الحق الصريح
- مناسك
- الذخيرة المكية، في الهيئة
- إسعاف الأخوان في جواب السؤال الوارد من داغستان
- هيئة الناسك
- أصول الطرق وفروعها وسلاسلها
- إقناع العاتب في آفات المكاتب
- انتهاز الفرصة في مذاكرة متفنن قفصة،
- الأجوبة المكية عن الأسئلة الحجازية، نظم.

## تربيته ومعلوماته
تصدر للإقراء بجامع الزيتونة حتى تخرج عنه كثير من العلماء، واصطفاه محمد الطيب باي ولي العهد سابقا وأمير الأمحال أستاذ البلاط الملوكي ولإقراء أحفاده سائر العلوم، والأخص فن مصطلح الحديث والبخاري في الأشهر الثلاثة المباركة.
لقد كانت الزيتونة ممثلّة في شخص علمائها وأبنائها وخريجيها في الصفّ الأمامي على خطّ المواجهة مع العدوّ. إذ أجّج شعلةَ الجهاد ضدّ الفرنسيّين فور احتلالهم تونس عام 1881 مشايخ من أهل العلم والفضل والدين فقاد حركة المقاومة الشيخ محمد السنوسي حتى نفته السلطات الاستعماريّة إلى الخارج فحمل راية الجهاد من بعده الشيخ محمد المكي بن عزوز وكان من مشايخ الزيتونة الثوريّين. وكان مصيره هو الآخر الإبعاد ومات في المنفى.
من أحفاده الذين هم ما يزالون على قيد الحياة:
شاكر وماهر بن المكي بن محمد الكامل بن محمد المكي بن عزوز من تونس. وابن عمهما محمد الكامل بن عبد الرحمان بن محمد الكامل بن محمد المكي بن عزوز من الجزائر.
وهو خال الشيخ محمد الخضر حسين، شيخ الجامع الأزهر.

## مواضيع ذات صلة
- قائمة أعلام الجزائريين
- المرجعية الدينية الجزائرية

1. ↑  العقيدة الإسلامية (2000). للعلامة محمد بن مكي. شرح: مجد بن أحمد مكي. دار نور المكتبات.